# Liste der Bodendenkmäler in Laufen (Salzach)

Wappen von Laufen

Auf dieser Seite sind die Bodendenkmäler in der oberbayerischen Stadt Laufen zusammengestellt. Diese Tabelle ist eine Teilliste der Liste der Bodendenkmäler in Bayern. Grundlage ist die Bayerische Denkmalliste, die auf Basis des Bayerischen Denkmalschutzgesetzes vom 1. Oktober 1973 erstmals erstellt wurde und seither durch das Bayerische Landesamt für Denkmalpflege geführt wird. Die folgenden Angaben ersetzen nicht die rechtsverbindliche Auskunft der Denkmalschutzbehörde.

## Bodendenkmäler in Laufen
| Lage                                     | Objekt | Akten-Nr.     | Bild |
| ---------------------------------------- | --- | ------------- | ---- |
| Biburg (Standort)                        | Körpergräber vor- und frühgeschichtlicher Zeitstellung. | D-1-8043-0001 |      |
| B20, Lepperding (Standort)               | Körpergräber des frühen Mittelalters. | D-1-8043-0002 |      |
| Schloßplatz (Standort)                   | Untertägige mittelalterliche und frühneuzeitliche Befunde im Bereich des ehem. Schlosses in Laufen und seiner Vorgängerbauten sowie der abgegangenen Kirche St. Peter.                       | D-1-8043-0009 |      |
| Pfarr- und Stiftskirche (Standort)       | Untertägige mittelalterliche und frühneuzeitliche Befunde im Bereich der Kath. Pfarr- und Stiftskirche Zu Unserer Lieben Frau sowie der Michaelskapelle in Laufen und ihrer Vorgängerbauten. | D-1-8043-0010 |      |
| Nördlich Niederheining (Standort)        | Grabhügel mit Bestattungen der Hallstattzeit. | D-1-8043-0011 |      |
| Nördlich Niederheining (Standort)        | Grabhügel mit Bestattungen der römischen Kaiserzeit. | D-1-8043-0014 |      |
| Südlich Schrankbaum (Standort)           | Grabhügel mit Bestattungen der Hallstattzeit. | D-1-8043-0015 |      |
| Nördlich Mayerhofen (Standort)           | Körpergräber des frühen Mittelalters. | D-1-8043-0018 |      |
| Nördlich Kulbing (Standort)              | Villa rustica der römischen Kaiserzeit. | D-1-8043-0019 |      |
| St.-Oswald-Straße (Standort)             | Reihengräberfeld des frühen Mittelalters. | D-1-8043-0022 |      |
| Lebenau (Standort)                       | Burgstall „Schloss Lebenau“ des Mittelalters und der frühen Neuzeit. | D-1-8043-0105 |      |
| Niederheinung, St. Laurentius (Standort) | Untertägige spätmittelalterliche und frühneuzeitliche Befunde im Bereich der Kath. Filialkirche St. Laurentius in Niederheining und ihrer Vorgängerbauten.                                   | D-1-8043-0124 |      |
| Klosterkirche St. Peter (Standort)       | Untertägige frühneuzeitliche Befunde im Bereich des ehem. Kapuzinerklosters und der Kath. Klosterkirche St. Peter in Laufen.                                                                 | D-1-8043-0126 |      |
| Altstadt (Standort)                      | Untertägige mittelalterliche und frühneuzeitliche Siedlungsteile der historischen Altstadt von Laufen.                                                                                       | D-1-8043-0127 |      |
| Triebenbach (Standort)                   | Untertägige mittelalterliche und frühneuzeitliche Befunde im Bereich von Schloss Triebenbach und seiner Vorgängerbauten.                                                                     | D-1-8043-0128 |      |
| St.-Oswald-Straße (Standort)             | Untertägige mittelalterliche und frühneuzeitliche Befunde im Bereich der Kath. Pfarrkirche St. Oswald in Leobendorf und ihrer Vorgängerbauten.                                               | D-1-8043-0129 |      |
| Freilassinger Straße (Standort)          | Untertägige mittelalterliche und frühneuzeitliche Siedlungsteile der vorstädtischen Siedlungserweiterung Obslaufen in Laufen.                                                                | D-1-8043-0152 |      |
| Von-Brandl-Straße (Standort)             | Untertägige frühneuzeitliche Siedlungsteile der vorstädtischen Siedlungserweiterung Abrain in Laufen.                                                                                        | D-1-8043-0153 |      |
| Altstadt, Stadtbefestigung (Standort)    | Untertägige mittelalterliche und frühneuzeitliche Befunde im Bereich der ehem. Stadtbefestigung von Laufen und ihrer Vorgängeranlagen.                                                       | D-1-8043-0156 |      |